# Furore
Furore  község (comune) Olaszország Campania régiójában, Salerno megyében. Az Amalfi-part többi településével együtt 1997 óta része az UNESCO világörökségének.

## Fekvése
Az Amalfi-part egyik települése. Határai: Agerola, Amalfi, Conca dei Marini és Praiano.

## Története
Az Amalfi Köztársaság idején alakult ki. 1947-ig Conca dei Marini része volt.

## Népessége
A népesség számának alakulása:

## Főbb látnivalói
Furore hírnevét a mély szakadéknak (szurdokvölgy) köszönheti, amely a partot a környező területtel jellegzetes olasz szurdokvölgy formájában köti össze. Az utca, amely kilátást biztosít a partra és a völgyre, elvezet Agerola fennsíkjára, 650 m magasra. A hely izgalmas sétákra nyújt lehetőséget, hiszen kis öblök, gyümölcsöskertek és sűrű erdők váltogatják egymást.